# 庆元华箬竹
庆元华箬竹（学名：Sasa qingyuanensis）为禾本科華箬竹屬下的一个种。

## 扩展阅读
- 維基物種上的相關：庆元华箬竹